# Giovanni Francesco Giuliani
Pour les articles homonymes, voir Giuliani.
Giovanni Francesco Giuliani (Livourne, 1760 - Florence, 1820) est un harpiste, compositeur et chef d'orchestre italien.

## Biographie
Né à Livourne en 1760, il a étudié le violon à Florence avec le grand Nardini, dont il est devenu un des élèves les plus illustres, et le contrepoint avec Bartolomeo Felici. Toute la carrière de Giuliani s'est déroulée à Florence où, très jeune, il a obtenu le poste de premier violon au Teatro Nuovo et où il a été chef d'orchestre du Teatro degli Intrepidi, de 1783 à 1798. 
Par son enseignement longtemps dispensé, il a maintenu en vie la tradition de l'école de violon de son maître, Nardini. En même temps, il a occupé le poste de premier violon de l'orchestre de la cour entretenu par le souverain éclairé Pierre-Léopold, grand-duc, qui a favorisé la production de l'art en Toscane afin de donner un souffle culturel international dans la petite mais raffinée cour florentine, en relation avec Vienne. Parmi les événements musicaux les plus importants, il y a eu les «premières» italiennes des plus grands oratorios de Haendel, en avance sur Vienne, la représentation de l'Alceste de Gluck, le concert donné par le jeune Mozart en 1770. Giuliani a été formé et a été actif dans ce milieu de la culture et de la musique, rare en Italie et, si le compositeur n'a jamais franchi les frontières de la Toscane, sa musique l'a fait, qui a été publiée à Paris, Berlin, Londres et Amsterdam.

G. F. Giuliani, Trois Quintettes Op. 3 - Page de garde

Les œuvres de Giuliani révèlent l'assimilation du style galant de son maître Nardini, fait de rigueur formelle, de la délicatesse dans l'organisation tonale et de la douceur des lignes mélodiques.
Giuliani a été aussi un professeur de harpe, de chant et de clavecin, et, en 1808, a été nommé pour l'enseignement de la musique et de déclamation à l'Académie des Sciences, Lettres et Arts.
L'activité de Giuliani, qui est mort à Florence en 1820, est documentée jusqu'en 1817, quand nous le voyons premier violon et chef d'orchestre au Teatro della Pergola.

## Œuvres

### Opéras et Ballets
- Chi ha più giudizio più ne adoperi, Opéra
- Gli amanti protetti, ballet
- Il fido amante, ballet
- Il generoso perdono, ballet
- Abdul principe d'Albania, ballet

### Symphonies et Concertos
- 7 Symphonies (ms)
- Danze per orchestra (12 contraddanze, 2 quadriglie, 2 valzer - ms)
- Serenata concertata (Si bem., fl, 2ob, 2co, 2vla, vc, b – ms)
- Tre concerti [Do, Re, Si bem.] per cimbalo a piena orchestra Op. 2
- Tre concerti[Do, Re, Si bem.] per cimbalo a piena orchestra Op. 4
- Concerto [Fa] per cimbalo con violini, oboè, corni, viole e basso  Op. 12
- 2 Concertos pour violon
- 2 Concertos pour violoncelle,
- Concerto pour hautbois,
- Concerto pour harpe (perdu)

### Musique vocale
- Six duos Notturni avec deux soprani et accompagnement de harpe, ou clavecin, ou guitare française
- Terzetto “Or che gl'è spuntato il sole”, [2S, B, ob, vl, vc, b]
- 2 Notturni per Soprano flauto violino viola d'amore e basso
- 7 raccolte di ariette, canzonette notturne, cantate per Soprano e arpa

### Musique de chambre instrumentale
- Trois quintettes [Sol, Do, Mi bémol] avec flûte Op. 3
- Quintette [Fa] pour flûte et cordes, Op. 13
- 6 quatuors [Do, La, Ré, Fa, Si bémol, Mi bémol], Op. 2
- 6 quatuors [Fa, Si bémol, Ré, Mi bémol, Sol, Mi], Op. 7
- Trois quatuorsi [Ré, Sol, Si bémol] pour deux violons, alto et violoncelle,  Op. 10
- 5 recueils de quatuors avec mandoline, ou deux mandolines et cordes
- Six sonates [La, Fa, Do, Ré, Si bémol, Mi bémol] pour le clavecin avec accompagnements pour un violon, et un violoncelle … Op. 6
- 3 sonates pour violon, alto et violoncelle [ Fa, La, Sol] Op. 8
- 3 duos [La, Mi bémol, Sol] pour deux violons Op. 1
- 6 duos [La, Ré, Sol, Do, Fa, Si bémol] pour violon et violoncelle Op. 3
- 6 duos [Si bémol, Mi bémol, La, Ré, Do, Fa] pour violon et violoncelle Op. 8
- 5 recueils de duos pour deux violons
- 4 recueils de duos pour violon et violoncelle
- 3 recueils de duos pour deux mandolines

### Sonate
- 3 sonates pour clavecin avec violon obligé Op. 9
- 2 sonates [Si bémol, Fa] pour violon et harpe Op. 11
- Divers recueils de sonates pour violon et piano, violon et harpe, clarinette et harpe, violoncelle et piano, flûte et mandoline, harpe et viole d'amore (perd.)
- 6 sonates [La, Fa, Do, Ré, Si bémol, Mi bémol] pour pianoforte Op. 6
- 12 sonates pour harpe
- Transcriptions pour harpe (Sinfonia di Gyrowetz, Sinfonia della Lodoiska di Mayr, Nel cor più non mi sento, etc.)